# 瑞穂村 (新潟県)
瑞穂村（みずほむら）は、かつて新潟県中頸城郡にあった村。

## 沿革
- 1889年（明治22年）4月1日 - 町村制施行に伴い中頸城郡楡島村、東関村、猿橋村、長沢原村が合併し、瑞穂村が発足。
- 1901年（明治34年）11月1日 - 中頸城郡長沢村と合併し、猿橋村となり消滅。